# Wojciech Kochański
Wojciech Kochański herbu Rola (wspomniany jako zmarły w 1667 roku) – sędzia mielnicki w latach 1638–1642, podstarości mielnicki w 1633 roku, pisarz grodzki mielnicki w 1628 roku, sekretarz Jego Królewskiej Mości w 1637 roku.
Poseł na sejm 1628 roku. Poseł na sejm koronacyjny 1633 roku, sejm  zwyczajny 1637 roku, sejm 1638 roku, sejm 1640 roku.